# Eulasiona genalis
Eulasiona genalis är en tvåvingeart som först beskrevs av Townsend 1915.  Eulasiona genalis ingår i släktet Eulasiona och familjen parasitflugor. Inga underarter finns listade i Catalogue of Life.